# Антиеврейская боевая лига Швеции
Антиевре́йская боева́я ли́га Шве́ции (швед. Sveriges Antijudiska Kampförbund) — антисемитская политическая организация в Швеции. Лига была основана в 1941 году Эйнаром Обергом. Пропагандистская деятельность Оберга привела к принятию закона, запрещающего разжигание межнациональной розни (швед. Lagen om hets mot folkgrupp).
Первый пункт устава лиги гласил: «наша цель — полное уничтожение еврейства в Швеции». Позже организация была распущена, но Оберг продолжил свою политическую деятельность.